# Mindos

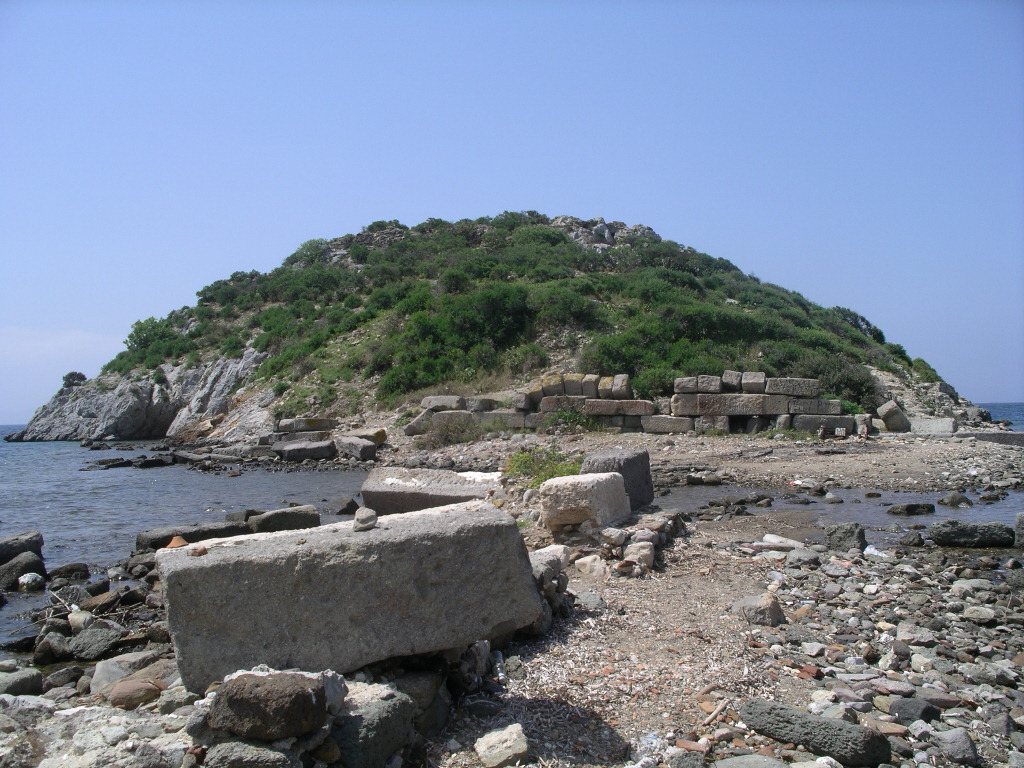
Ruïnes, suposadament de la ciutat de Mindos, davant de Gümüşlük

Mindos (en llatí Myndus, en grec antic Μύνδος) era una colònia dels doris de Trezè a la costa de Cària, a la més al nord de les tres penínsules dòriques, a no gaire distància al nord-oest d'Halicarnàs.
Estava protegida per unes grans muralles i tenia un bon port, segons Pausànias i Estrabó. A la vora, hi havia Palaemyndus, una ciutat cària que va quedar deshabitada després de l'establiment del doris a Mindos. Una Neàpolis (Mindus Nova) esmentada al lloc s'ha suposat que podria ser la mateixa Mindos, però Plini el Vell parla de Neàpolis i de Mindos com a dues ciutats diferents.
Heròdot parla d'almenys una nau de Mindos en l'expedició que els perses van fer contra Naxos. Alexandre va atacar Mindos abans que Halicarnàs, però l'atac macedoni per sorpresa va ser rebutjat amb ajut enviat des de la capital, segons Flavi Arrià. Ateneu de Nàucratis diu que el vi de Mindos era molt bo per a la digestió.
Se suposà que era la ciutat de Mentese, però Leake i d'altres la identifiquen amb Gümüşlük, on hi ha algunes ruïnes.
Claudi Ptolemeu menciona una petita illa amb el nom de Mindos a la mar Egea, vora Icària.